# Bonnie Wright
Bonnie Kathleen Wright, angleška televizijska in filmska igralka, * 17. februar 1991, London, Anglija. Zaslovela je z vlogo Ginny Weasley v filmih o Harryju Potterju. Rojena je bila v Londonu, kjer s svojimi starši, mamo Sheilo, očetom Garyjem in starejšim bratom Lewisom živi še zdaj.

## Zgodnje življenje
Bonnie Kathleen Wright se je rodila 17. februarja 1991 v Londonu, prestolnici Združenega kraljestva, staršem Sheili Teague in Garyju Wrightu, kot njun drugi otrok - ima starejšega brata po imenu Lewis. Njena starša sta vodji uspešne zlatarne Wright & Teague.

### Izobrazba
Bonnie Wright se je šolala na šoli King Alfred School v Severnem Londonu. Med snemanjem filmov Harry Potter in svetinje smrti se je pričela šolati na Londonski univerzi University of the Arts, kjer študira televizijsko in filmsko produkcijo. Z igranjem in delom za scenami namerava nadaljevati tudi po končani seriji filmov Harry Potter.

## Kariera

### Harry Potter
Na svojo prvo avdicijo, kjer se je potegovala za vlogo Ginny Weasley, je odšla zato, ker ji je njen brat, Lewis, rekel, da ga spominja na Ginny. Vlogo Ginny Weasley je v filmih o Harryju Potterju tudi dobila. Ko so jo kasneje povprašali, kako ji je vlogo uspelo dobiti, je odvrnila: »Derteminacija. Čez celo avdicijo sem ostala Ginny.« Wrightova je zaslovela šele v drugem filmu o Harryju Potterju (Harry Potter in dvorana skrivnosti); v prvem je igrala samo nekaj pičlih sekund v prizoru na postaji King's Cross. V drugem delu se njen lik začne šolati na Bradavičarki, na katero prinese tudi skrivni dnevnik s posebno močjo, ki prične izkoriščevati njeno dušo in zavest. Kakorkoli že, v naslednjem filmu (Harry Potter in jetnik iz Azkabana je bila njena vloga sicer manjša, vendar je pozornost javnosti spet usmerila vase s četrtim filmom, Harry Potter in ognjeni kelih, v petem filmu, Harry Potter in Feniksov red pa je bila del šesterice, ki se je bojevala na ministrstvu za čaranje. V šestem filmu, Harry Potter in Princ mešane krvi, pa je imela pomembno vlogo zato, ker je igrala Harryjevo simpatijo.
V večjem delu je za svoje delo v filmih o Harryju Potterju prejela pozitivne ocene s strani filmskih kritikov. Revija Variety je, na primer, napisala: »Ginny Weasley Bonnie Wright je podobna upodobitvi Jane, priraste vam k srcu,« »Če bi mi nekdo pred osmimi leti predstavil Bonnie Wright kot Ginny Weasley v prvem filmu, ki se je v tem času spremenila v tako dobro igralko, kakor tudi glavni trije igralci, mu ne bi verjel,« »Vemo, kdo je komu všeč, opazi se iz nastopa Radcliffea, Watsonove in Wrightove, ki lomijo naša srca,« in »Ginnyjin (Bonnie Wright) sij temelji zlasti na moči, ki si jo je pridobila z zadnjim filmom. V njem je postala neodvisna ženska, ki dokazuje, da je kos vsakemu prizoru, pa naj bo še tako težak.«
Bonnie Wright pa bo s svojo vlogo Ginny nadaljevala tudi v zadnjih dveh filmih.
Na snemanju filmov o Harryu Potterju se je spoprijateljila z Emmo Watson, Katie Leung in Evano Lynch.

### Ostala dela
Sicer je leta 2002 uprizorila mlado Sarah Robinson v televizijskemu filmu Stranded, leta 2004 mlado Agatho Christie v televizijskemu filmu Agatha Christie: A Life in Pictures, leta 2007 pa je glas posodila Vanessi v Disneyjevi televizijski seriji Urad za nadomeščanje, natančneje v prvi epizodi druge sezone, imenovani London Calling.
Bonnie Wright je podpisala pogodbo, da se bo pojavila v kratkem filmu Sweat, ki je del petih filmov iz serije, imenovane Geography of the Hapless Heart. V filmu Sweat bo igrala Mio. Izid za film je načrtovan za poletje leta 2010.

## Moda
Bonnie Wright se zanima za modo in postala je ambasadorka za brand, imenovan Made-by.
Leta 2010 je Bonnie Wright postala tudi obraz linije nakita Oxfam, ki sta jo oblikovala njena starša.

## Javna slika
Bonnie Wright je bila predstavljena v mnogih revijah, med drugim tudi v revijah Evening Standard, Grazia Magazine, Entertainment Weekly, No. Magazine, The Times Luxx Magazine  , Drama Magazine , The Daily Mail You Magazine  InStyle Magazine, in Nylon Magazine.

## Zasebno življenje
Njeni konjički so plesanje, potovanje, umetnost in igranje raznih inštrumentov, ki temeljijo na kitari, saksofonu, flavti, klavirju in orglicah. Je tudi navdušena športnica: uživa v plavanju, nogometu, atletiki, tenisu, ježi, hokeju, smuki, drsanju, kolesarjenju in surfanju.
V intervjuju z revijo OK! Magazine je Bonnie Wright leta 2010 potrdila, da trenutno hodi z igralcem Jamiejem Campbellom Bowerjem, ki je z njo igral v filmu Harry Potter in svetinje smrti I.. Kmalu za tem so se pojavile govorice o zaroki. V intervjuju z revijo Access Hollywood na odprtju zabaviščnega parka The Wizarding World of Harry Potter v Orlandu na sredino noč (16. junij 2010) je, ko so jo povprašali o zaroki z Jamiejem Campbellom Bowerjem dejala: »Ne, to ni res.«

## Filmografija
| Leto | Naslov                                     | Vloga                 | Opombe                         |
| ---- | ------------------------------------------ | --------------------- | ------------------------------ |
| 2001 | Harry Potter in kamen modrosti             | Ginny Weasley         |                                |
| 2002 | Stranded                                   | Mlada Sarah Robinson  | televizijski film              |
| 2002 | Harry Potter in dvorana skrivnosti         | Ginny Weasley         |                                |
| 2004 | Harry Potter in jetnik iz Azkabana         | Ginny Weasley         |                                |
| 2004 | Agatha Christie: A Life in Pictures        | Mlada Agatha Christie | televizijski film              |
| 2005 | Harry Potter in ognjeni kelih              | Ginny Weasley         |                                |
| 2007 | Harry Potter in Feniksov red               | Ginny Weasley         |                                |
| 2007 | Harry Potter in Feniksov red               | Ginny Weasley         | videoigra                      |
| 2007 | Urad za nadomeščanje                       | Vanessa (samo glas)   | televizijska serija; 1 epizoda |
| 2009 | Harry Potter in Princ mešane krvi          | Ginny Weasley         |                                |
| 2009 | Harry Potter in Princ mešane krvi          | Ginny Weasley         | videoigra                      |
| 2010 | Harry Potter in Svetinje smrti - prvi del  | Ginny Weasley         | Post-produkcija                |
| 2010 | Geography of the Hapless Heart             | Mia                   | Post-produkcija                |
| 2011 | Harry Potter in Svetinje smrti - drugi del | Ginny Weasley         | V snemanju                     |